# Miracythere
Miracythere is een geslacht van kreeftachtigen uit de klasse van de Ostracoda (mosselkreeftjes).

## Soorten
- Miracythere novaspecta Hornibrook, 1952
- Miracythere speciosa Jellinek & Swanson, 2003